# Chaetocnema audisiana
Chaetocnema audisiana là một loài bọ cánh cứng trong họ Chrysomelidae. Loài này được Biondi miêu tả khoa học năm 2000.